# Walt Dohrn
Walter Dohrn (ur. 5 grudnia 1970) – amerykański scenarzysta, reżyser, animator, muzyk i aktor głosowy.
Znany przede wszystkim z użyczenia głosu postaci Rumpelstiltskina w filmie Shrek Forever (2010), a także z różnych ról w Shrek Trzeci (2007). Współreżyser filmu Trolle (2016) oraz reżyser jego kontynuacji. Aktualnie pracuje jako reżyser nad Shrek 5, którego premiera planowana jest na 2026 rok. Dohrn współpracował również przy serialu SpongeBob Kanciastoporty jako scenarzysta, reżyser i storyboardzista w drugim sezonie oraz przy dwóch odcinkach trzeciego sezonu. W 2020 roku podpisał kontrakt z DreamWorks Animation.

## Filmografia

### Reżyser
- 2025: Shrek 5
- 2023: Trolle 3
- 2020: Trolle 2
- 2010: Świętastyczne kolędowanie
- 2010: Shrek’s Yule Log
- 1999: SpongeBob Kanciastoporty

### Scenarzysta
- 2004: Shrek 2
- 2003: Laboratorium Dextera

### Aktor dubbingowy
- 2023: Trolle 3 jako Król Peppy / Chmurzak / Międzywymiarowy podróżnik
- 2022: Pan Wilk i spółka. Bad Guys jako naukowiec / Gość gali
- 2021: Rodzinka rządzi jako dziecko wykidajło
- 2021: Trolle: Święta w harmonii jako Chmurzak / Pan Liszka
- 2017: Dzieciak rządzi jako fotograf
- 2017: Trolle. Świąteczna misja jako Chmurzak / Smyk / Pająk
- 2016: Trolle jako Drobinka / Fuzzbert / Chmurzak / Pan Dinkles / Troll w tunelu / Wedgie Bergen
- 2014: Pan Peabody i Sherman jako francuski wieśniak / Taksówkarz / Spartakus
- 2014: Pingwiny z Madagaskaru jako pingwin antarktyczny
- 2012: Kot w butach: Trzy diabły jako więzień proszący o wodę
- 2011: Thriller Night jako Rumpelstiltskin
- 2010: Shrek Forever jako Rumpelstiltskin / Kapłan / Ogr
- 2010: Świętastyczne kolędowanie jako Rumpelstiltskin
- 2007: Shrek Trzeci jako Student / Xavier / Dyrektor Pynchley / Karłowata opiekunka / Zły rycerz / Śpiewająca nikczemnica